# Onchulus fuscilabiatus
Onchulus fuscilabiatus is een rondwormensoort uit de familie van de Onchulidae. De wetenschappelijke naam van de soort is voor het eerst geldig gepubliceerd in 1965 door Altherr.